# Wadukopa
Wadukopa is een bestuurslaag in het regentschap Bima van de provincie West-Nusa Tenggara, Indonesië. Wadukopa telt 1084 inwoners (volkstelling 2010).